# Senhora de Neuville
Senhora de Neuville (em francês:  Madame de Neuville-en-Artois) foi uma imperatriz-consorte do Império Latino, esposa de Roberto de Courtenay. Seu primeiro nome é desconhecido, embora diversas genealogias lhe tenham atribuído o nome Eudoxie ("Eudóxia"), provavelmente uma confusão com Eudóxia Lascarina, que havia sido noiva de Roberto.

## Família
De acordo com "Guilherme de Tiro Continuator", uma continuação da crônica do século XIII de Guilherme de Tiro, a "Senhora" era filha de Balduíno de Neuville em Artois. Sua mãe é mencionada, mas sem citar o nome. Nada mais se sabe sobre seus ancestrais, mas presume-se que eram franceses.

## Imperatriz
Roberto de Courtenay foi coroado imperador em 25 de março de 1221. De acordo com Jorge Acropolita, ficou noivo de Eudóxia Lascarina em 1222, uma filha de Teodoro I Láscaris e Ana Angelina que era ainda irmã mais nova tanto de Irene Lascarina, a esposa de João III Ducas Vatatzes, quanto de Maria Lascarina, esposa de Béla IV da Hungria. Porém, o casamento foi impedido pelo patriarca Manuel I de Constantinopla por causa da consanguinidade. Embora não fossem de fato parentes de sangue, Eudóxia era enteada de Maria de Courtenay, a terceira esposa de Teodoro I e irmã de Roberto. Eudóxia já estava em Constantinopla na ocasião, levada por seus tios paternos Aleixo e Isaac Láscaris, que deixaram o Império de Niceia depois da morte de Teodoro I e se juntaram ao exército do Império Latino. De acordo com Acropolita, os dois lideraram uma força latina na Bitínia em 1224, mas foram derrotados por João III Ducas Vatatzes, que era parente deles, presos e cegados.
De acordo com Alberico de Trois-Fontaines, Eudóxia foi dada em noivado (ou em casamento) a Frederico II, duque da Áustria em 1226. O contrato foi desfeito ou o casamento, anulado em 1229, quando Frederico casou-se com Agnes da Merânia, uma filha de Otão I, duque da Merânia, com Beatriz II, condessa da Borgonha. Depois disso, Eudóxia casou-se com Anseau de Cayeux, camareiro-mor do Império Latino.
Roberto ficou solteiro até 1227. Segundo Guilherme de Tiro Continuator, ele e a "Senhora de Neuville" se casaram em segredo, mesmo ela sendo noiva de um senhor da Borgonha. A nova imperatriz e sua mãe foram acomodadas numa mansão de Roberto, mas o senhor da Borgonha, cujo nome não se sabe, descobriu e teria organizado uma conspiração contra Roberto e sua antiga noiva. Os cavaleiros que tomaram parte do complô conseguiram capturar a "Senhora" e a mãe e cortaram-lhes os lábios e as narinas.
Roberto fugiu de Constantinopla depois do ataque e tentou obter a ajuda do papa Gregório IX para reestabelecer sua autoridade. Quando voltava de Roma, Roberto visitou a corte de Godofredo II de Villehardouin do Principado de Acaia. Lá, adoeceu e morreu, sem jamais ter conseguido voltar para Constantinopla. O casamento dos dois não produziu filhos e não se sabe se a "Senhora de Neuville" sobreviveu à mutilação.